# Sophie Jacquin
Sophie Jacquin  née le 29 avril 1980 à Aix-en-Provence, est une femme plongeur sous-marin française de 1,66 m pour 55 kg  spécialiste d'apnée, licenciée au Club Nautique de Basse-Terre (CNBT).
Elle réside en Guadeloupe depuis 2007.

## Palmarès
- Vice-championne du Monde d'apnée statique (6 min 14 s aux CMAS Games à Kazan en Russie, en août 2013)
- Championne de France d'apnée au classement général en 2013 (à Montluçon)
- Vice-championne du Monde par équipe (championnats du Monde AIDA en 2012 à Nice)
- Recordwoman du monde d'apnée statique (6 min 38 s à Tenerife, aux championnats du monde de 2011);
- Championne du monde d'apnée statique en 2011 (à Tenerife) (vice-championne du monde sa compatriote, Georgette Raymond);
  - 4e d'apnée dynamique aux championnats du monde de 2011 (Ténérife);
- Championne de France d'apnée au classement général en 2012 (à Montluçon, avec 459,116 pts);
- Championne de France d'apnée statique en 2012 (à Montluçon, avec 6 min 17 s 79);
- Championne de France d'apnée dynamique avec palmes en 2012 (à Montluçon, avec 170 m);
- Championne de France d'apnée dynamique sans palmes en 2012 (à Montluçon, avec 130 m);
- Vice-championne de France d'apnée statique en 2011 (à Poissy);
- Vice-championne de France d'apnée par équipes (Comité Guadeloupe) en 2012 (à Montluçon, avec Guillaume Steers);
- Championne régionale d'apnée statique en 2008 et 2010 (Rivière-des-Pères).

☆ championne de France un nombre incalculable de fois.